# 学校法人村川学園
学校法人村川学園 （がっこうほうじんむらかわがくえん）とは、大阪府泉大津市を本部として調理師やパティシエを育成する専門学校を大阪、東京に展開している学校法人である。

## 設置校
- 大阪調理製菓専門学校
- 大阪調理製菓専門学校 ecole UMEDA
- 大阪健康ほいく専門学校
- 山手調理製菓専門学校
- 東京山手調理師専門学校
- 幼保連携型すこやか認定こども園

## 参考及び注意
- 大阪健康福祉短期大学は別法人（学校法人みどり学園）